# محمد المالكي (لاعب كرة قدم سعودي)
محمد المالكي لاعب كرة قدم سعودي، في خط الدفاع يلعب حالياً في نادي بيشة .

## مسيرة اللاعب
مثل نادي الاتحاد في الفئات السنية و نادي ضمك.

## روابط خارجية
- محمد المالكي على موقع Soccerway.com (الإنجليزية)